# Cantone di Digoin
Il Cantone di Digoin è una divisione amministrativa dell'arrondissement di Charolles.
A seguito della riforma approvata con decreto del 18 febbraio 2014, che ha avuto attuazione dopo le elezioni dipartimentali del 2015, è passato da 5 a 15 comuni.

## Composizione
I 5 comuni facenti parte prima della riforma del 2014 erano:
- Digoin
- Les Guerreaux
- La Motte-Saint-Jean
- Saint-Agnan
- Varenne-Saint-Germain

Dal 2015 i comuni appartenenti al cantone sono i seguenti 15:
- Bourbon-Lancy
- Chalmoux
- Cronat
- Digoin
- Gilly-sur-Loire
- Les Guerreaux
- Lesme
- Maltat
- Mont
- La Motte-Saint-Jean
- Perrigny-sur-Loire
- Saint-Agnan
- Saint-Aubin-sur-Loire
- Varenne-Saint-Germain
- Vitry-sur-Loire